# 339 до н. е.

## Події
- Тімолеонтом на Сицилії втретє відроджена колонія Камарина
- Фокіда відновила свою незалежність
- Есхін своєю промовою на раді амфіктіонів сприяв початку Четвертої священної війни.
- Перемога Пилипа Македонського над Атеєм Скіфським у вирішальній битві за одриський спадок. Поразка скіфів. Кордон Дунаєм.

## Померли
- Скіфський цар Атей